# Carosello

Carosello est une émission télévisée italienne qui a été diffusée sur la Rai 1, du 3 février 1957 au 1er janvier 1977. Pendant toutes ces années, le mot « Carosello » fut synonyme, en Italie, de « spot publicitaire ».

## Présentation générale
L'émission qui était diffusée quotidiennement pendant 10 minutes, entre 20 h 50 et 21 h 00, s'adressait d'abord aux enfants, et l'expression « E dopo Carosello tutti a nanna » (« et après Carosello, tous au lit ») était passée dans le langage courant. Son succès fut énorme car on estime qu'en 1976, à l'époque où la RAI décida d'en arrêter la diffusion, elle était regardée par 19 millions de spectateurs.
Nombreux sont les experts et les spécialistes italiens de la publicité qui évoquaient encore, plus de trente ans après l'arrêt de l'émission, le « syndrome de Carosello » comme une « mauvaise recette italienne ». C'est-à-dire, du point de vue des techniques de la communication, une manière étrange de faire de la publicité en produisant des supports divertissants mais qui ne portent que peu d'attention à la marque et au produit dont ils devraient porter les valeurs et les promesses.
Carosello a néanmoins constitué un espace éducatif pour une société qui effectuait une transition vers la société de consommation et une manière d'associer les entreprises de Cinecittà et les métiers du dessin animé au succès de la télévision, sa production artistique fait partie de la mémoire collective et de nombreux slogans qui avaient été inventés pour cet espace télévisuel sont devenus des expressions populaires de la langue italienne.

« Carosello a éduqué nos enfants, elle a été, depuis le lointain 1957, un rendez-vous et une pause dans l'angoisse quotidienne. Elle montrait un monde qui n'existe pas, un Italien fantastique, extraordinaire : alcoolisé et toujours à la recherche d'un apéritif ou de quelque chose qui le ferait digérer; empuanti, qui avait toujours besoin de déodorants et de détergents, lavant toujours plus blancs; incapable de faire la différence entre la laine vierge et l'autre, chargée d’expérience; dévoreur de portions de fromages et de boîtes de conserves, et qui sait quelles douleurs il aurait éprouvé s'il n'y avait eu certaines confections, qui, justement à l'heure du diner, venaient rappeler comment, sur cette terre, tout passe vite. »

— Enzo Biagi, Corriere della Sera, 22 juillet 1976,

## Historique

### Naissance du projet
En 1957, la RAI voulait transmettre des messages publicitaires et cette innovation rencontrait l'opposition des éditeurs de la presse écrite représentés par la FIEG (Fédération Italienne des Éditeurs de Journaux (it) - Federazione Italiana Editori Giornali) car le programme national de la télévision publique était supposé être financé par la « Redevance Télévisuelle » (it) ou « Canone televisivo » qui avait été créée à cet effet par le parlement. La direction de la RAI cherchait aussi à soutenir les efforts des sociétés de production cinématographique de Cinecittà qui espéraient que ce nouveau marché permettrait de consolider leurs finances.
L'idée originale consistait à penser que la RAI, au travers de la SACIS, sa filiale spécialisée dans les ventes et le marketing des produits dérivés, produirait ou sous-traiterait à des entreprises de Cinecittà la production des films de publicité. Mais l'on se rendit rapidement compte que produire 120 films par mois, en en discutant les spécifications et en contrôlant la qualité avec les commanditaires ou les agences dont ils achetaient les services, constituait une tâche trop complexe à gérer. Et la SACIS finit par se contenter d'exercer le rôle de censeur préventif.

### Histoire de la diffusion
Le Programme National diffusa 7 261 épisodes de Carosello. L'émission fut suspendue à plusieurs reprises. La première eut lieu du 31 mai au 6 juin 1963 à la suite de la mort du pape Jean XXIII, la seconde trois jours du 12 au 15 décembre 1969 à la suite de l'attentat de la Piazza Fontana. Les interruptions suivantes furent plus brèves : pour la mort du pape Pie XII en octobre 1958 ; pour la mort du Président Kennedy en 1963 puis de son frère Bob en 1968 : et enfin en 1971 pour le lancement de la mission spatiale Apollo 14.
Pour la réalisation de Carosello plusieurs illustres réalisateurs y ont participé : Luciano Emmer (qui est considéré comme l'initiateur du projet), Age et Scarpelli, Luigi Magni, Gillo Pontecorvo, Ermanno Olmi, Sergio Leone, Ugo Gregoretti, Pupi Avati, Pier Paolo Pasolini, Federico Fellini et l’américain Richard Lester. En qualité d'acteurs : Totò, Erminio Macario, Gilberto Govi, Vittorio Gassman, Dario Fo, Mina, Ernesto Calindri, Nino Manfredi, Virna Lisi, Gino Bramieri, Raimondo Vianello, Gino Cervi et Persino Fernandel, Eduardo De Filippo et Jerry Lewis.

### Format de l'émission
Le principe consistait en une série de saynètes (souvent des films comiques d'un style léger ou d'interludes musicaux) suivies de messages publicitaires. Le format très rigide de l'émission fut créé pour fonctionner parfaitement : il n'y eut ni erreur, ni interruption vingt ans durant (exceptions faites des événements cités ci-dessus et quelques mouvements sociaux à la RAI). Carosello n'était pas et ne pouvait pas seulement être un conteneur de messages publicitaires.
La règle principale de Carosello était la part de spectacle (les saynètes devait durer de 45 secondes à 1 minute). Elles devaient être très clairement distinguables des spots publicitaires classiques. Seule une phrase-clef évoquait les produits, puis petit à petit les articles pouvaient être nommés (dans la partie finale). Toutes les saynètes de Carosello des six premières années furent tournée dans un contexte théâtral. Elles étaient introduites par une ouverture de rideau et une fanfare.
Les quatre premiers sketchs de Carosello furent les suivants :
- Shell
- L'Oréal
- Singer
- Cynar

Dans les premières années de l'émission seuls quatre sketchs furent présentés, mais à partir des années 1970, cinq le furent chaque soir.

### Fin du projet
Définie comme assez éducative, la publicité de Carosello était peu pratique et dépendante d'une commission. La trop longue durée des sketchs entraîna la fin de l'émission. La dernière transmission eut lieu le jour du premier de l'an 1977.
Les cinq derniers sketchs furent les suivants :
- Stock 84
- Bticino
- Amaro Ramazzotti
- Tè Ati
- Dual Blu Gibaud

Ensuite, l'émission fut remplacée par Sapio F.

## Succès
Cette façon de faire eut un énorme succès. Carosello resta, pour de nombreuses années, l'une des émissions télévisées les plus appréciées du public, et un rendez-vous quotidien pour les familles italiennes. À tel point qu'encore aujourd'hui la phrase « au lit après Carosello » est très utilisée dans le langage parlé italien. La manière, dont était présentée la publicité, la rendait appréciée du public. Il s'agissait aussi d'innover, de créer un nouveau langage télévisé. Sa caractéristique principale était l'extrême brièveté de ses spots. C'est pour cette raison qu'ils devaient être directs, simples, toujours attachés à des lieux communs et proche de la culture populaire. Une relecture actuelle montrerait d'ailleurs qu'à l'époque les régions du Nord-Ouest italien (Milan, Turin) étaient le théâtre d'un renouveau économique. On pouvait trouver alors de nombreux stéréotypes, les accents des personnages, le dernier produit ménager à la mode. Contrairement à la publicité moderne, la plus grande différence reste réellement la tentative de la RAI d'intégrer la nouveauté d'une société de consommation croissante (ceci en gardant la tradition populaire nationale). Le message prétendait être rassurant avec quelques traits pédagogiques. À travers certains slogans on recevait la promesse de la qualité d'un produit.
La Sipra, qui gérait la publicité de la RAI, vit en Carosello un instrument qui lui échappait. Le personnage et l'histoire étaient plus importants que le message publicitaire, ce qui annonça le déclin du programme.

## Dessins animés
L'utilisation des dessins animés en tant que porteurs de messages publicitaires fut l'une des grandes originalités de Carosello. L'émission encouragea ainsi le développement de l'école italienne d'animation. Plusieurs personnages de dessins animés, dont le plus célèbre est sans aucun doute Calimero, qui furent conçus dans le cadre des spots publicitaires, devinrent des héros véritables de bande dessinée. Les plus fameux furent les suivants :
- Angelino

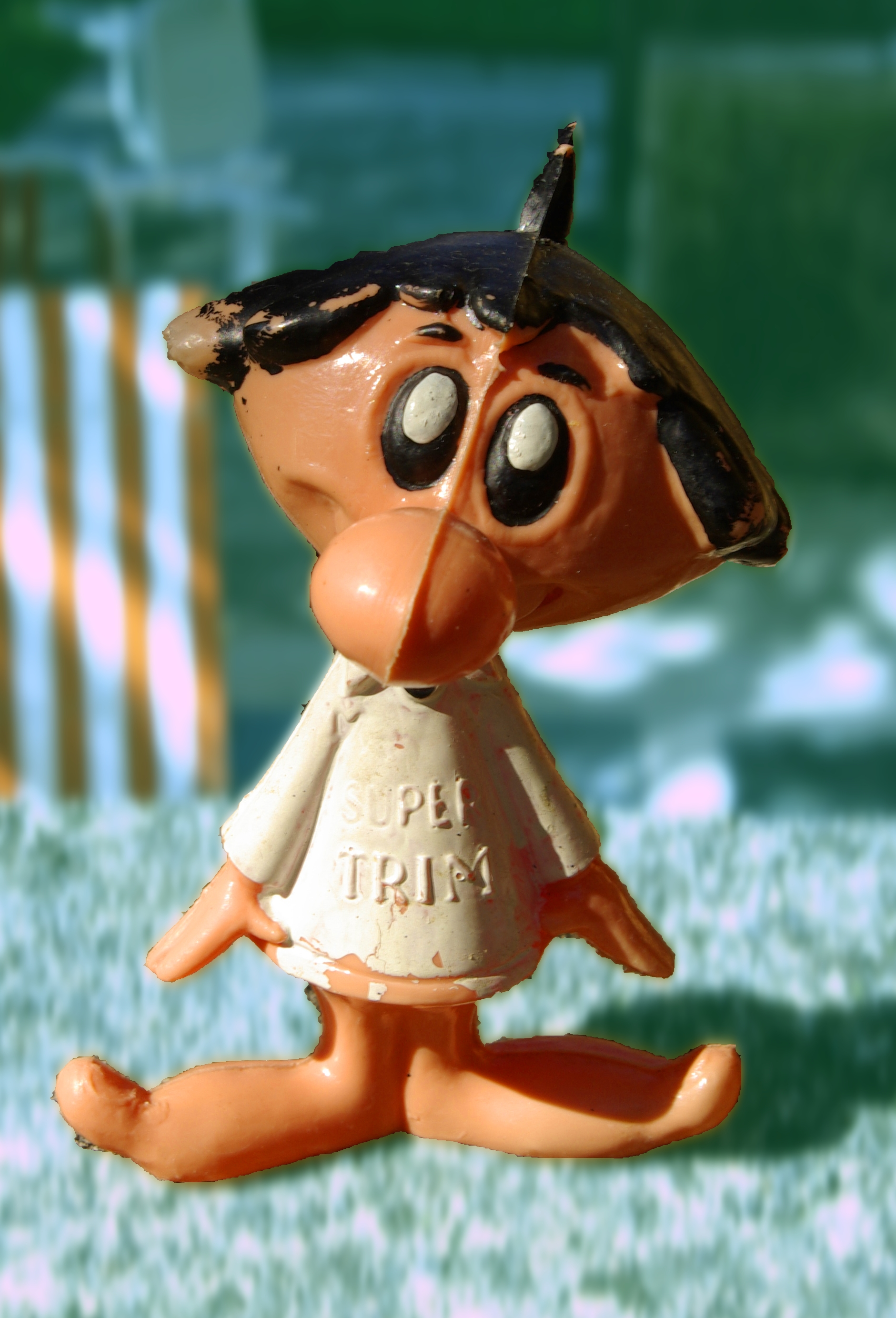
Angelino (figurine des années 1960)

Dessiné par Paul Campani (it), sur des scénarios de Giorgio Garnier, pour animer les spots publicitaires du détergent Super Trim de la société Agip. La mise en scène des  «Disavventure di Angelino» (Les mésaventures d'Angelino), dont la bande originale était la Marche Turque de Mozart, était réalisée par Romano Scarpa et leur animation assurée notamment par Secondo Bignardi. Elles furent, en 1958, l'un des premiers dessins animés jamais diffusés par la télévision publique italienne.
- Calimero

Calimero, le poussin noir qui se promène sous sa coquille, est le principal personnage qui connait une notoriété internationale et qui fit sa première apparition dans Carosello, le 14 juillet 1963 dans le cadre d'une publicité pour la lessive Ava de la société Mira Lanza (it) qui produisait des détergents à usage domestique.
- Cimabue

Moine brouillon mais volontaire qui fut conçu par la société Gamma Film (it) pour servir de support publicitaire à l'Amaro Dom Bairo (it). « Le avventure di Cimabue » (Les aventures de Cimabue), dessinées en noir et blanc, avaient pour cadre un couvent dans lequel le moine Cimabue ratait tout ce qu'il entreprenait et tandis que les autres moines chantaient en chœur « Cimabue, Cimabue, fai una cosa, ne sbagli due » (Cimabue, Cimabue, tu fais une chose, et tu te trompes sur deux), lui répondait  « Eh, che cagnara, sbagliando si impara! » (Hé, qué grabuge ? C'est en se trompant qu'on apprend).
- La Linea

Créée par Osvaldo Cavandoli, fit de la publicité pour les autocuiseurs Lagostina de 1969 à 1976. Elle est l'un des rares personnages qui a eu aussi une carrière totalement indépendante de sa présence dans l'émission sur les télévisions étrangères.
- Ulisse e l’ombra

Personnage irascible qui fut créé par la société Gamma Film des frères Gino (it) et Roberto Gavioli (it) pour les  Cafés Hag (it). Il apparut dans Carosello de 1959 à 1966.

## Acteurs
En plus des dessins animés, de nombreux sketchs publicitaires furent interprétés par des acteurs, chanteurs ou autres personnages du monde du spectacle, aussi bien italiens qu'étrangers, comme Jerry Lewis, Jayne Mansfield, Orson Welles et Yul Brynner. Certains ont ainsi lié leur nom de manière permanente au monde de la publicité.
- Cesare Polacco (acteur de théâtre)
- Franco Cerri (musicien de jazz)
- Mimmo Craig (acteur de théâtre et de télévision)
- Nicola Arigliano (chanteur de jazz)
- Paolo Ferrari (acteur et doubleur)
- Gino Bramieri (comique publicitaire)